# Hieronymus Francken II.
Hieronymus Francken II. nebo Hieronymus Francken mladší (Antverpy, 1578 – Antverpy, 1623) byl vlámský malíř a jeden z nejvýznamnějších členů malířské dynastie, rodiny Franckenových. Spolu se svým bratrem Fransem Franckenem II. hrál důležitou roli ve vývoji nových žánrů ve vlámském umění počátkem 17. století.

## Životopis
Hieronymus Francken II. byl synem Franse Franckena I. a vnukem Nicolaese Frankena. Jeho otec Frans se narodil v Herentals, v provincii Antverpy. Rodina se přestěhovala do Antverp, kde se Hieronymus stal jedním z hlavních malířů v čase protireformace. Hieronymus měl tři bratry, kteří se také stali úspěšnými malíři: Thomase, Franse a Ambrosiuse.
Hieronymus se učil malovat nejprve u svého otce. V roce 1605 byl zapsán do antverpského cechu svatého Lukáše jako žák svého strýce Ambrosia Franckena I., jehož učitelem byl Frans Floris. Hieronymus pracoval nějakou dobu ve službách francouzského krále ve Fontainebleau. V roce 1607 byl Hieronymus Francken II. formálně přijat do cechu svatého Lukáše v Antverpách jako mistr.
V roce 1609 pravděpodobně pobýval v Paříži spolu se svým bratrem Fransem. Pravděpodobně tam studoval u svého strýce Hieronyma Franckena I., který většinu své kariéry pracoval v Paříži a na zámku Fontainebleau a od roku 1594 byl francouzským dvorním malířem.
Po čase se vrátil do Antverp a strávil zde zbytek své kariéry kde od přelomu let 1616/17 pracoval v domě svého otce Franse Franckena I. (1542-1616).

## Dílo

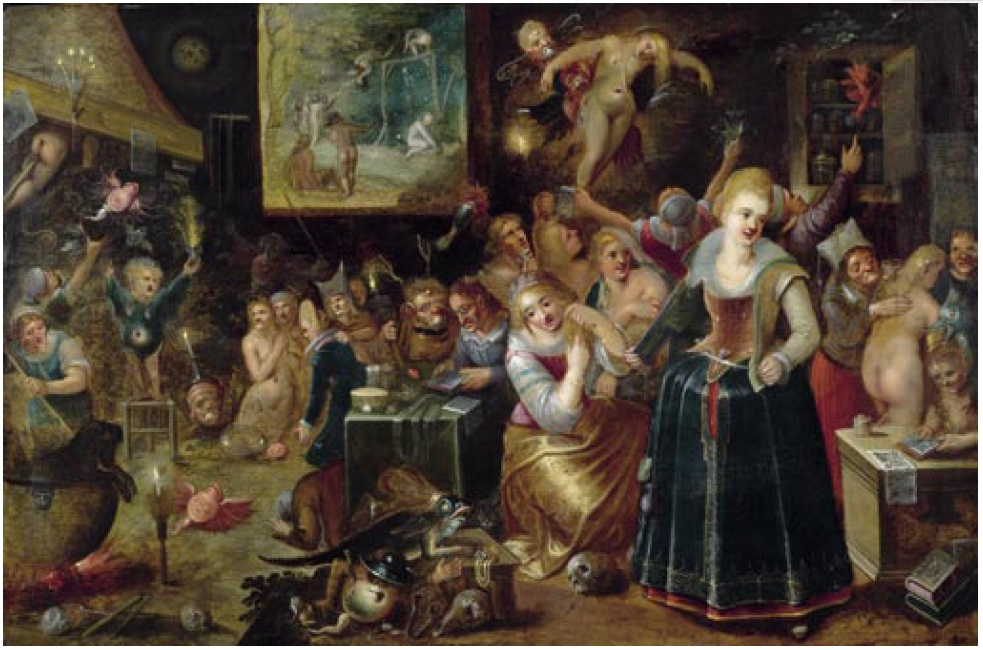
Čarodějná kuchyně

Hieronymus Francken mladší byl všestranný umělec, věnoval se mnoha žánrům. Maloval umělecké galerie, kabinety kuriozit, nevyhýbal se ani žánrovým výjevům elegantních plesů a tanečníků, vytvářel obrazy s historickými tématy, maloval tzv. opičí scény (Singerie), alegorické obrazy a zátiší. Také zkopíroval obrazy svého bratra Franse se scénami čarodějnic a čarodějnictví, včetně zobrazení čarodějnických sabatů.
Vzhledem k tomu, že práce členů rodiny Franckenů si byly stylově velmi podobné a zřídka bývaly podepsány autorem, bylo dlouho obtížné identifikovat díla jednotlivých dynastie Franckenů. Zejména obrazy Hieronyma II. a Franse II. bylo obtížné odlišit. Bratři měli stejné učitele a pracovali blízko sebe. Jejich kompozice, témata a figurální styl jsou si velmi podobné. Některé obrazy Hieronyma II. byly v minulosti přičítány jeho bratrovi. Na základě několika děl jím vlastnoručně podepsaných dokázali historici zrekonstruovat Hieronymovo dílo a připsat mu řadu prací. Pro jeho obrazy jsou charakteristické široké tahy štětce a použití zemitých barev, jako je cihlově červená a variace hnědých tónů.

## Elegantní plesy
Hieronymus a jeho bratr Frans vytvořili mnoho plesových kompozic. Obvykle to byly události anonymní, vidíme páry nebo větší skupiny elegantních postav tančících někde v interiéru. Bratři si pravděpodobně oblíbili toto téma, když studovali u svého strýce Hieronyma Franckena I. jenž rozvinul tento žánr elegantních plesových kompozic když pracoval pro francouzský dvůr ve Fontainebleau a v Paříži. Styl těchto kompozic se u obou bratrů příliš neliší.
Zobrazení architektonických prvků na těchto obrazech bylo někdy dílem jiného malíře, například na obraze Elegantní společnost to byl malíř Paul Vredeman de Vries (Uměleckohistorické muzeum Vídeň).

## Zátiší

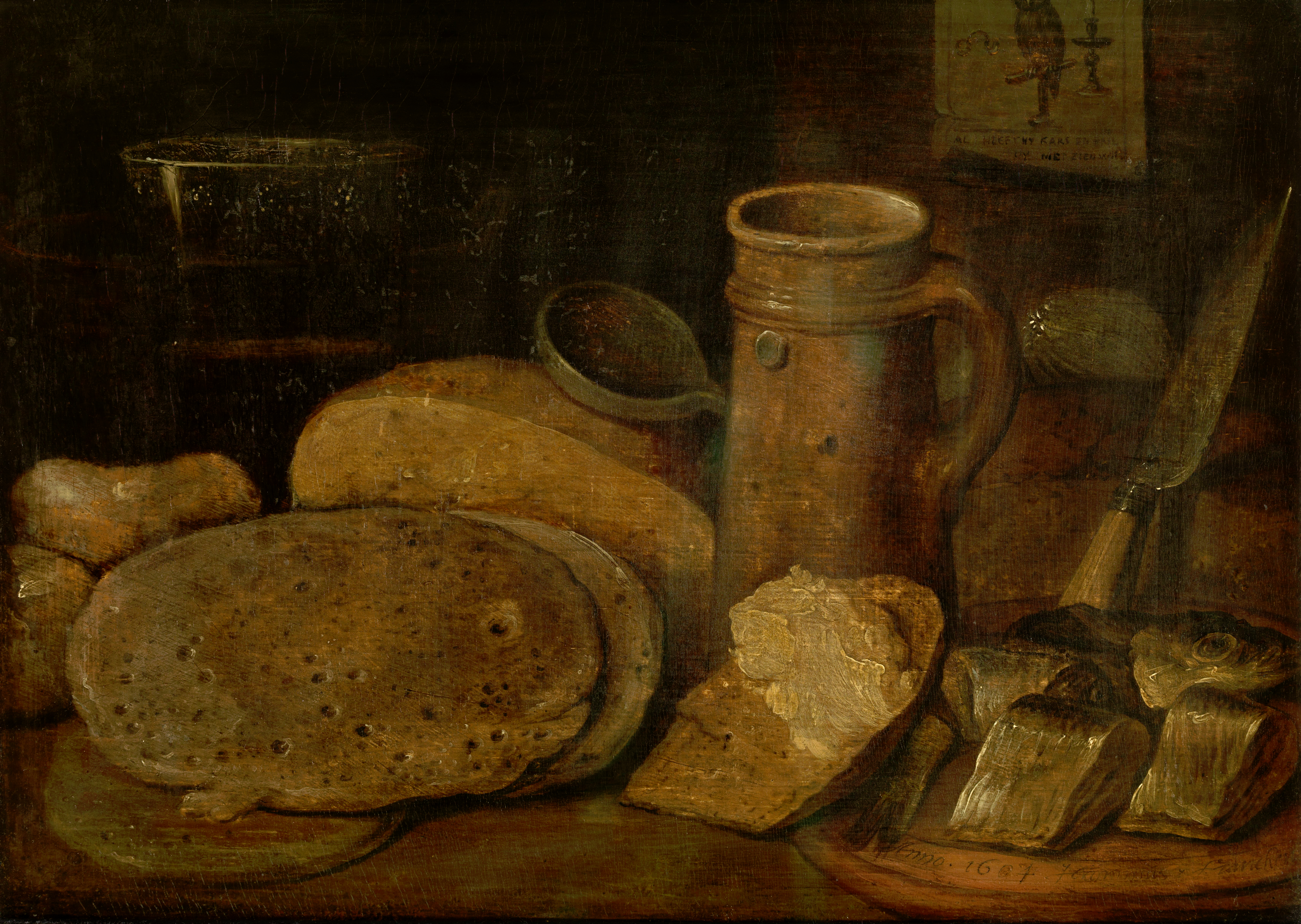
Zátiší s rybou, chlebem, džbánem a obrázkem sovy, 25 x 35 cm, Royal Museum of Fine Arts, Antwerpy

Některá z nejoriginálnějších děl Hieronyma II. jsou zátiší. Pracoval obvykle s jednou barvou v mnoha tónech, zobrazoval prostá jídla a jednoduchou keramiku. Na základě jediného jím podepsaného zátiší z roku 1604 označovaného jako Zátiší s keramikou, sledi a lívanci, s tiskem sovy na zdi nebo Bohatý a chudý u stolu ve sbírce Royal Museum of Fine Arts v Antwerpách.
Podobné zátiší v majetku Royal Museum of Fine Arts je označované jako Zátiší s jídlem chudého člověka z kaše, sýra, sleďů a palačinek a bylo také připsáno Hieronymovi II. Velmi podobné dílo bylo prodáno v Christie's dne 17. května 2004 v Amsterdamu pod číslem 72. Existuje třetí podobné dílo v soukromé sbírce. Předpokládá se, že tato kompozice Jídlo chudého muže je částí kompozice představující Rich Man's Meal, z níž je v soukromé sbírce zachována pouze jedna kopie.

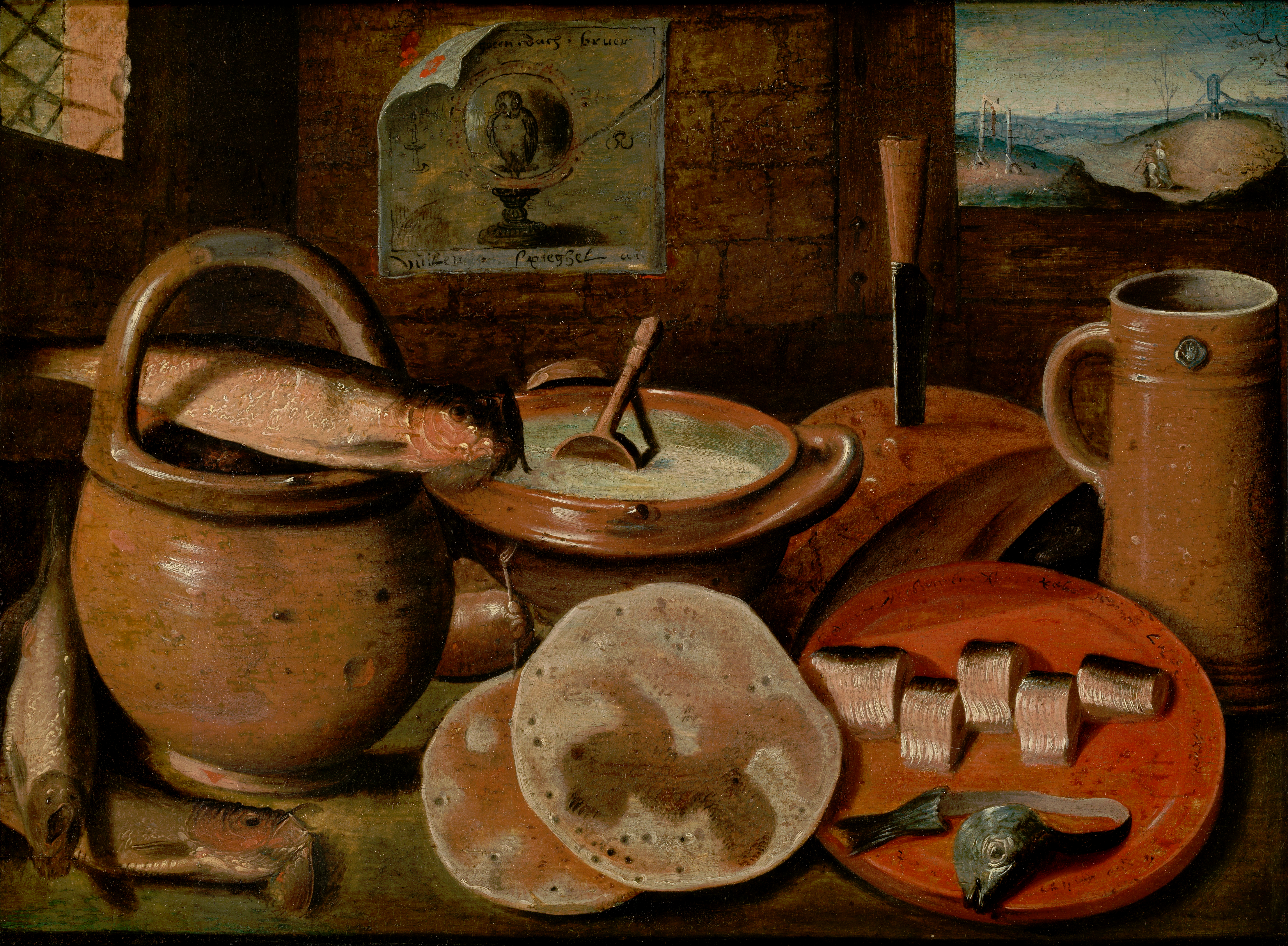
Zátiší s jídlem chudého člověka z kaše, sýra, sleďů a lívanců, olej na dřevě, 32 x 43 cm

## Obrazová galerie
Frans Francken mladší a Jan Brueghel starší byli prvními umělci, kteří kolem roku 1620 tvořili obrazy galerií umění a sbírek kuriozit. Obrazy galerií ukazují velké místnosti, ve kterých je v elegantním prostředí vystaveno mnoho obrazů a dalších vzácných předmětů. Nejstarší práce v tomto žánru zobrazovaly umělecké předměty spolu s dalšími věcmi jako jsou vědecké nástroje nebo zvláštní přírodní exempláře. Některá taková díla zobrazují portréty majitelů nebo sběratelů uměleckých předmětů nebo umělců při práci. Žánr se stal okamžitě velmi populárním a následovali ho další umělci jako Jan Brueghel mladší, Cornelis de Baellieur, Hans Jordaens, David Teniers mladší, Gillis van Tilborch a Hieronymus Janssens.
Těchto obrazů Hieronymus II. vytvořil celou řadu. Pouze jedna z nich, kompozice označovaná jako Kabinet milovníka umění nebo Galerie Jana Snellinca, v majetku Royal Museums of Fine Arts, je podepsána a datována rokem 1621. Tento obraz byl základem pro přičtení řady děl Hieronymovi dříve připisovaných jiným umělcům, například jeho bratru Fransovi či Adriaenu van Stalbemtovi. Nejznámější z těchto obrazů je Arcivévodové Albert a Isabella na návštěvě sběratele. Dílo je nyní všeobecně považováno jako výsledek spolupráce mezi Janem Brueghelem starším a Hieronymem Franckenem II., i když někteří zde vidí ruku van Stalbemta. Je součástí sbírky "The Walters Art Museum" v Baltimore v Marylandu. Další kabinetní obrazy dříve přisuzovány van Stalbemtovi byly připsány Hieronymovi, včetně kompozice Vědy a umění a Zeměpisec a přírodovědědec, oba v muzeu Prado). Obraz Sběratelský kabinet, který je obdobou obrazů v Pradu, byl prodán v Sotheby's dne 9. července 2014. Všechny tři výše zmíněné kompozice jsou alegoriemi, vyjadřují malířovo přesvědčení, že umění a věda zvítězí nad nevědomostí a obrazoborectvím. Jedná se o odkazy na obrazoborectví "Beeldenstorm", ikonoklasmus, který zuřivě likvidoval umělecká díla v Nizozemsku v 16. století a na vítězství nad ním za vlády arcivévodů Alberta a Isabelly, kteří na začátku 17. století společně vládli ve španělském Nizozemsku. Hieronymovy galerijní obrazy představují ranou fázi žánru zobrazování kabinetů kuriozit. Během této rané „encyklopedické“ fáze žánr odrážel kulturu té doby, kdy umělecká díla, vědecké přístroje, příroda a umělecká díla byly předmětem studia a obdivu. Proto kabinety zobrazené v těchto kompozicích jsou plné osob, které diskutují o vědě se stejným zájmem jako obdivují obrazy. Později se žánr více soustředil na galerie, které obsahovaly pouze umělecká díla. Přestože se dříve předpokládalo, že jeden z Hieronymových galerijních obrazů představuje skutečnou uměleckou galerii vlámského umělce a sběratele Jana Snellincka, nyní se zdá pravděpodobné, že všechny jeho galerie jsou ve skutečnosti imaginární.
Identita malířů, kteří jsou na Hieronymusových obrazech galerií zobrazeni není známa.

## Singerie
Hieronymův bratr Frans Francken II. přispěl k rozvoji žánru „opičí scény“, zvané také „singerie“ (slovo, které ve francouzštině znamená „komická grimasa, chování nebo trik“). Komické scény s opicemi, které se objevují v lidském oděvu a v lidském prostředí, jsou obrazovým žánrem, který se objevil ve vlámské malbě v 16. století a následně se dále rozvíjel v 17. století. Vlámský rytec Pieter van der Borcht představil "singerie" jako nové téma kolem roku 1575 v sérii tisků prací Pietera Bruegela staršího. Tyto tisky byly velmi oblíbené a téma poté zpracovalo mnoho dalších vlámských umělců. Prvním, kdo tak učinil, byl Frans Francken II., který hrál důležitou roli ve vývoji žánru. Další kdo se zasloužil o rozvoj tohoto žánru byli David Teniers mladší a jeho bratr Abraham Teniers. Později v 17. století začal Nicolaes van Verendael také malovat tyto „opičí scény“.
Stejně jako jeho bratr tak i Hieronymus II. maloval „opičí scény“, například Koupelna s opicemi a kočkami (Státní muzeum Schwerin).

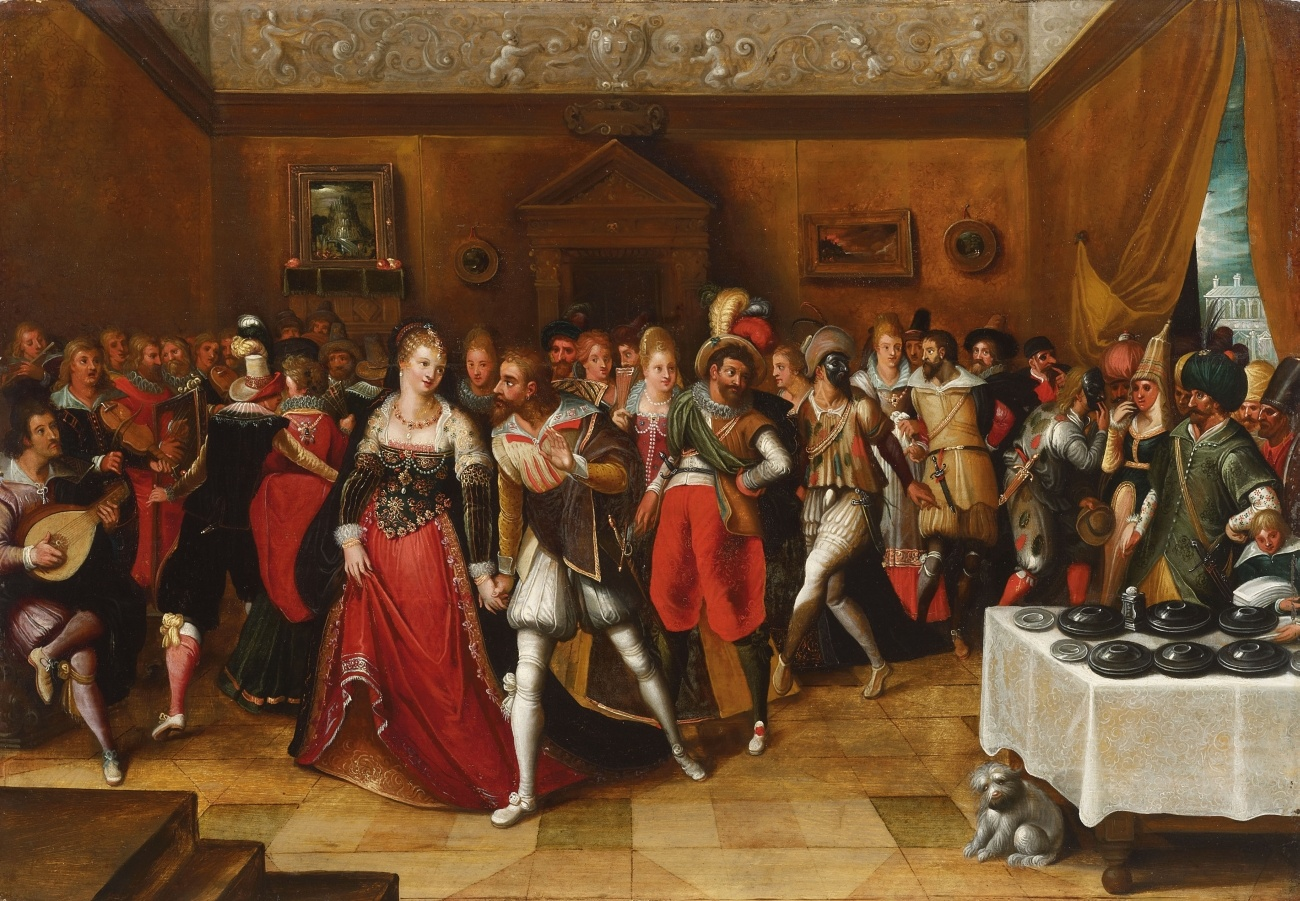
Festivalová společnost, olej na plátně, 49,5 x 71 cm
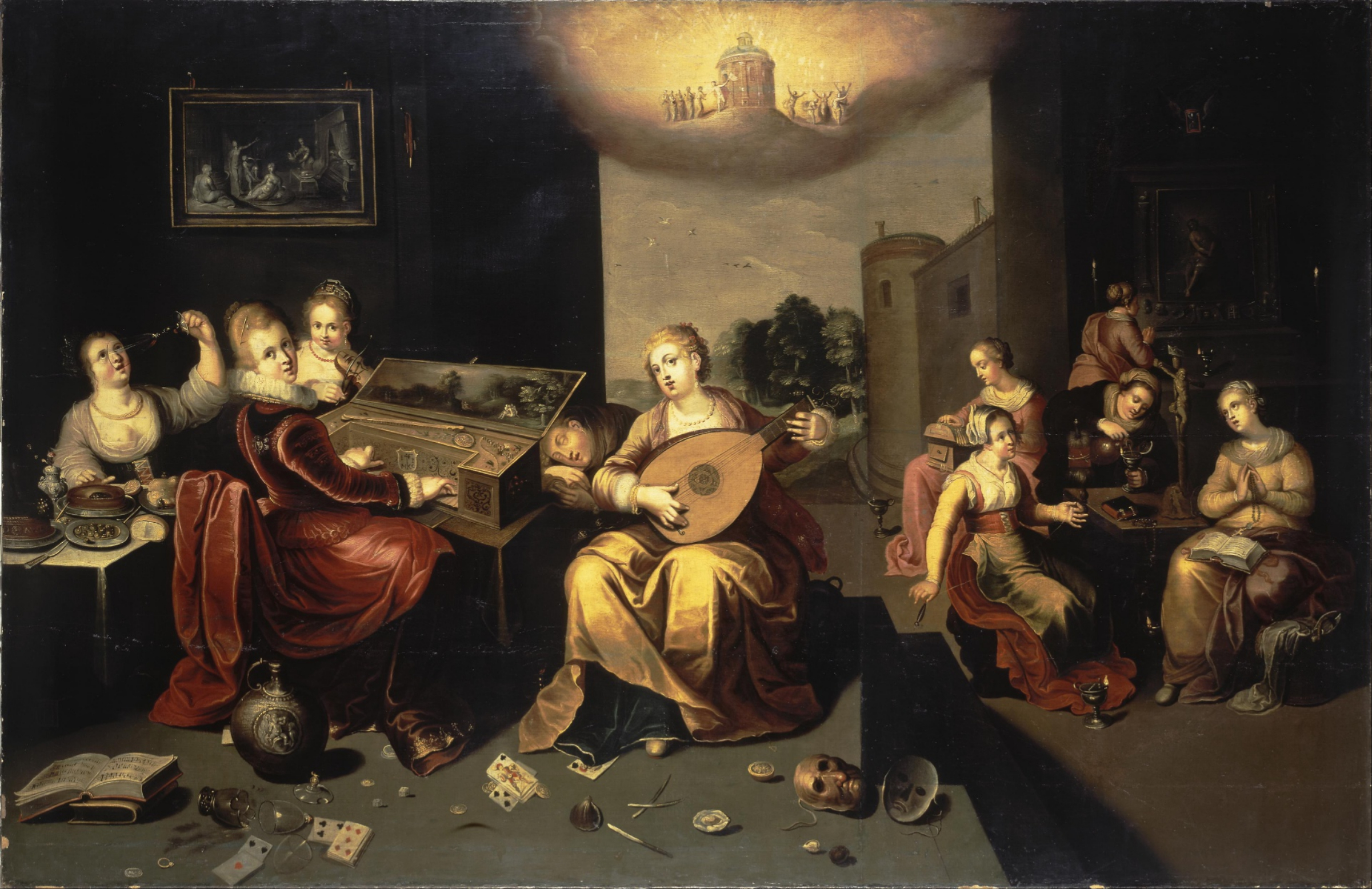
Podobenství o moudrých a pošetilých pannách, olej na plátně, 111 x 172 cm, Ermitáž
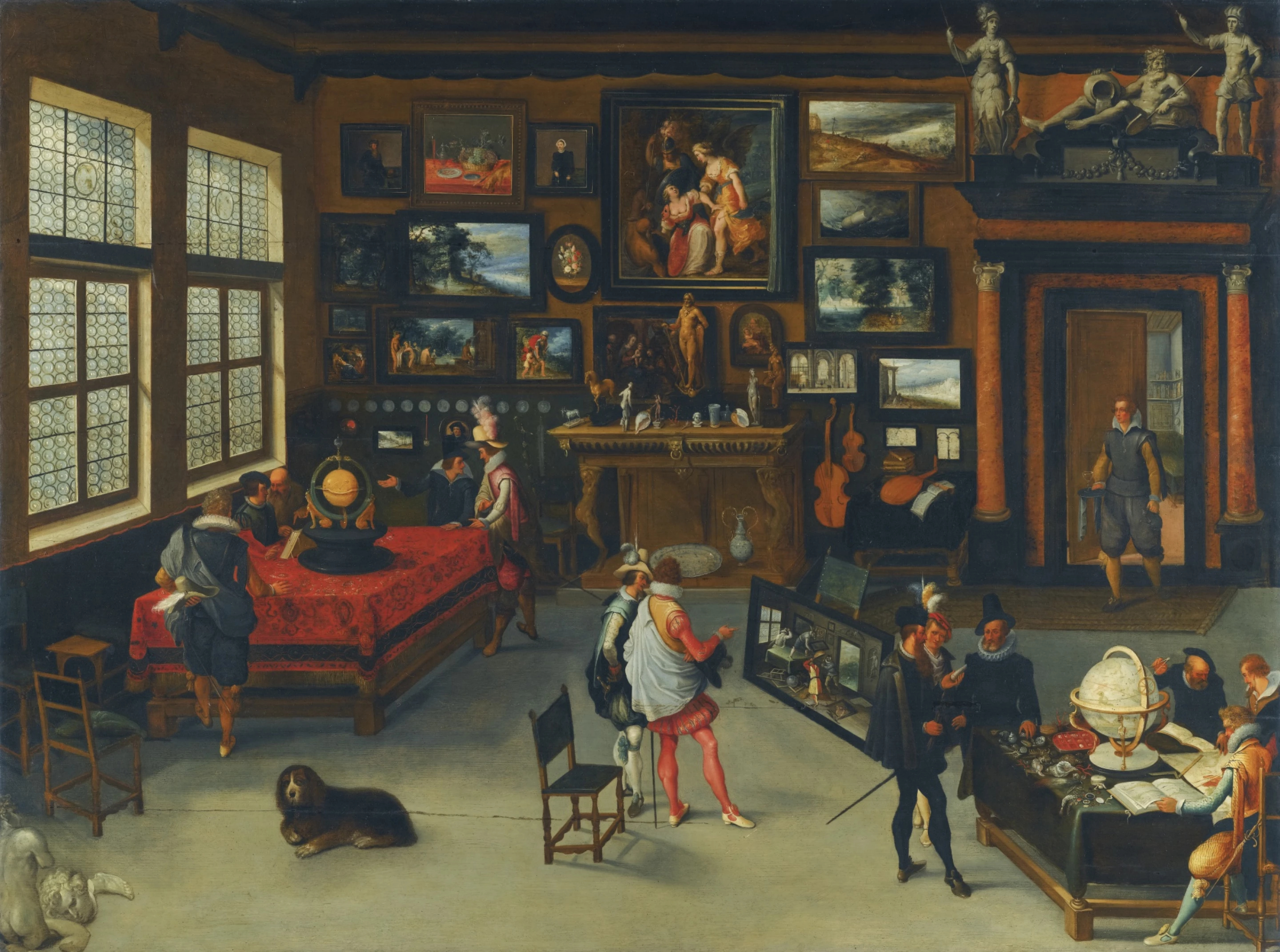
Kabinet kuriozit, 90 x 120 cm
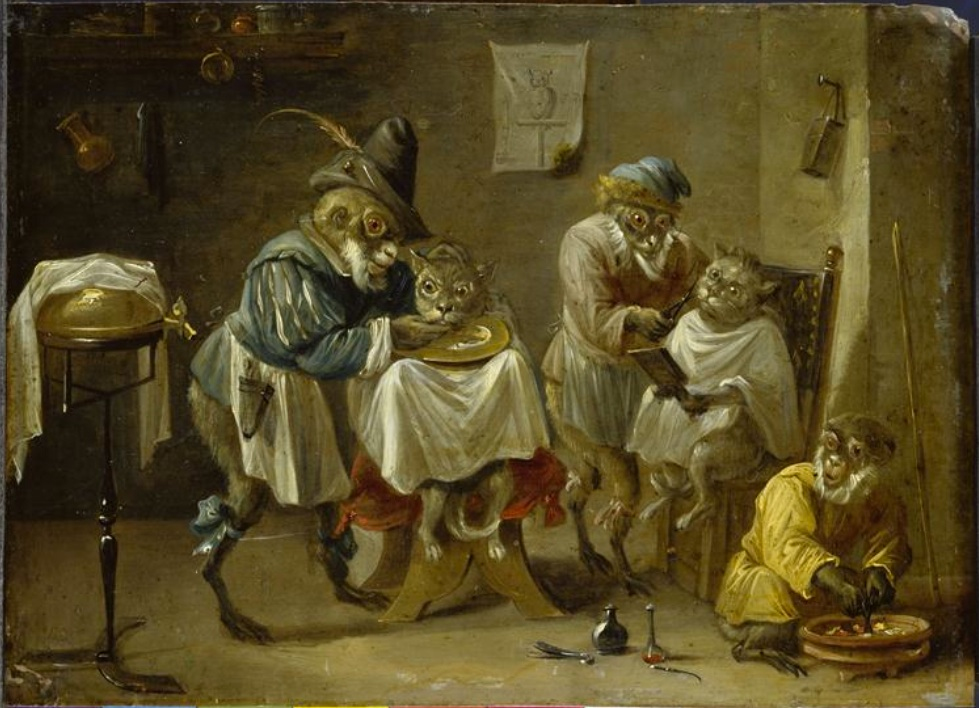
Koupel v kočkami a psy, 16,5 x 22,5 cm, Státní muzeum, Schwerin